# Statuia „Nufărul” din Mamaia
Statuia „Nufărul” este un monument istoric situat în stațiunea Mamaia. Figurează pe noua listă a monumentelor istorice sub codul LMI: CT-III-m-B-02952.

## Istoric și trăsături
Statuia „Nufărul” este amplasată lângă Hotel „Sulina", în bazinul dinspre Promenadă. Autor este sculptorul Cornel Medrea în anul 1962.